# Godega di Sant'Urbano
Godega di Sant'Urbano (Gódega in veneto) è un comune italiano di 6 008 abitanti della provincia di Treviso, attraversato dal tracciato della Strada statale 13 Pontebbana, e si trova in un punto più o meno equidistante tra i comuni di Conegliano, Vittorio Veneto e Sacile.

## Origini del nome
Godega viene citata per la prima volta nel 972: «in circuitu Gudagae [...] et de ipsa curte supra nominata Gudago». Come altri toponimi simili (Castello di Godego, Goito) rispecchia l'etnico gothicus, alludendo a un insediamento di Goti.
Con il R.D. 10 novembre 1867, n. 4098 al toponimo è stata aggiunta la seconda parte "di Sant'Urbano" per distinguere il comune da Godego (a sua volta ridenominato, nella stessa occasione, "Castello di Godego"). Sant'Urbano è una località minore posta tra Godega e la frazione Pianzano

## Storia
Il toponimo Godega è una derivazione dell'aggettivo gotica, a ricordare che nel periodo delle invasioni barbariche, nel territorio del comune, intorno al V secolo d.C. sorse un insediamento dei Goti.
Nella zona sono stati tuttavia trovati reperti archeologici più antichi, che testimoniano la presenza di popolazioni autoctone dedite all'agricoltura e alla pastorizia, e successivamente di coloni romani, verosimilmente ex-soldati, ai quali erano stati assegnati piccoli appezzamenti di terreno da bonificare e coltivare. I nomi delle frazioni sono infatti di sicura derivazione latina (Pianzano da Plancius, Bibano da Baebius + il suffisso -anus).
Sotto il dominio dei Da Camino, nel XIII secolo la comunità di Godega si sviluppò intorno a un pozzo, detto Pozzo della Regola, che ancora oggi contrassegna il nucleo abitativo più vecchio del paese. La Regola era un'assemblea costituita dai capi famiglia maggiori di 25 anni, che si riuniva più volte l'anno per deliberare su questioni amministrative, di utilità e di ordine pubblico. A questo periodo risale la prima testimonianza scritta che riferisce dell'Antica Fiera come evento che si svolgeva già da "tempo immemorabile", e che costituiva un importante punto d'incontro tra i residenti dei paesi vicini in occasione del mercato del bestiame.
Fino al 1420, la zona fece parte della podesteria di Sacile, pertanto apparteneva amministrativamente al Friuli (Patriarcato di Aquileia); successivamente passò sotto la Repubblica di Venezia, della quale seguì il destino storico. Con la caduta di quest'ultima, Godega subì prima il passaggio delle truppe dell'esercito napoleonico, poi di quello austroungarico.
Con la formazione del Regno Lombardo-Veneto, al Comune di Godega venne riconosciuta autonomia giuridico-amministrativa e, con l'annessione al Regno d'Italia, avvenuta nel 1867, al toponimo "Godega" venne aggiunta la denominazione " di Sant'Urbano" dichiarata prima dal Consiglio comunale il 19.2.1867 e confermata con Regio Decreto 4098 del 10.11.1867.

### Simboli
Lo stemma e il gonfalone sono stati concessi con decreto del presidente della Repubblica del 10 luglio 1962.
Il gonfalone è un drappo di rosso.

## Monumenti e luoghi d'interesse

### Architetture religiose

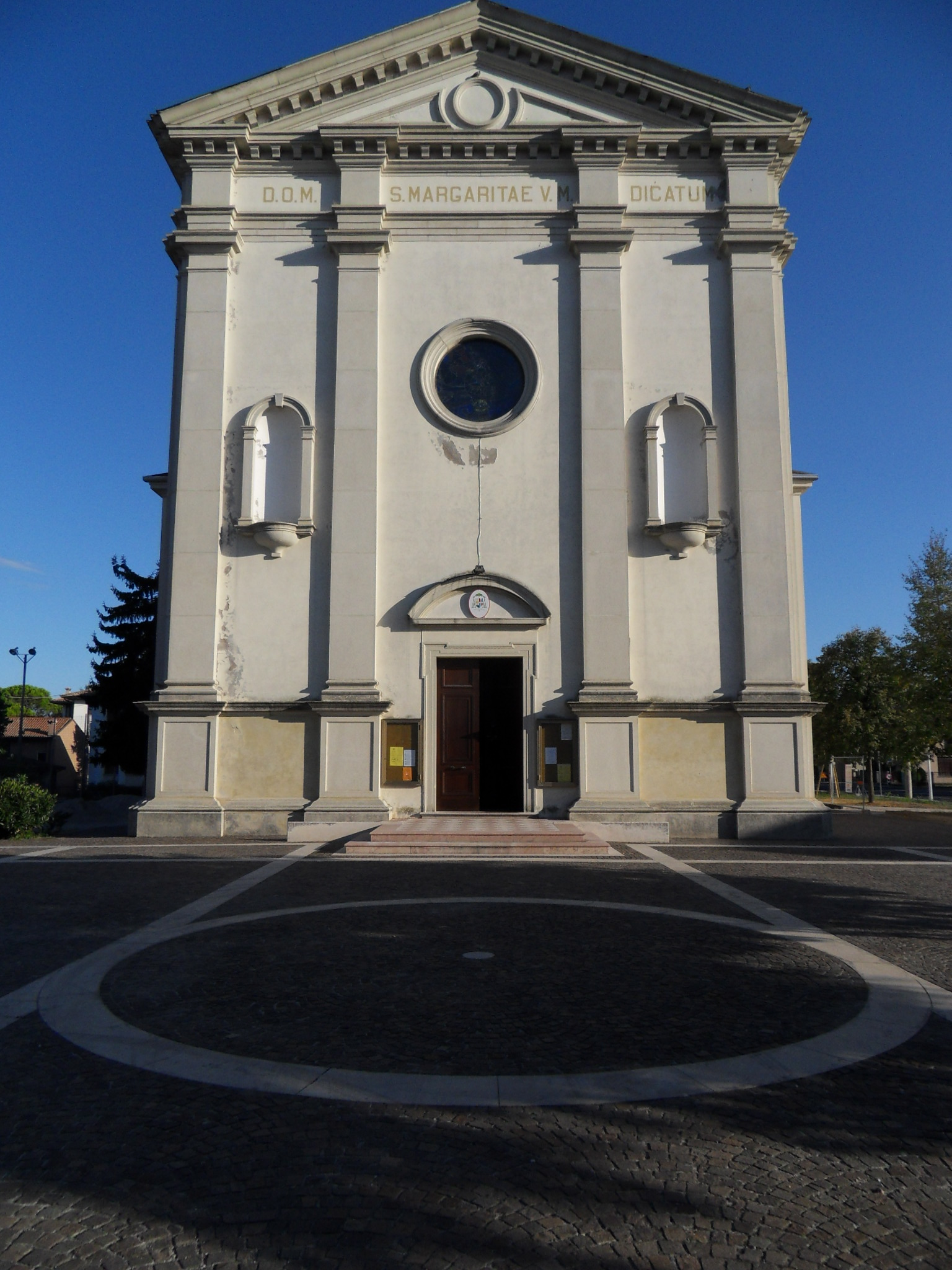
La facciata della chiesa parrocchiale, dedicata a Santa Margherita

- Chiesa di Santa Margherita di Antiochia (Godega):  l'edificio fu distrutto durante la seconda guerra mondiale; rimase in piedi soltanto il campanile. La nuova parrocchiale venne edificata in luogo diverso, nel centro del paese nella seconda metà del XX secolo in stile neoclassico.[6]
- Campanile di Godega (Godega)
- Chiesa di San Martino vecchia (Bibano)
- Chiesa di San Martino nuova (Bibano)
- Chiesa di San Lorenzo (Pianzano)
- Cappella di San Giuseppe (Pianzano)
- Chiesa di San Biagio (Baver)
- Chiesa di Santa Maria Ausiliatrice (Levada)
- Chiesa di San Giovanni Battista alle Campanelle (Levada)
- Chiesa della Madonna della Salute (Salvatoronda)

### Architetture civili

#### Ville venete
Di seguito è riportato un elenco delle ville venete presenti sul territorio comunale del comune di Godega (tra parentesi località ed epoca):
- Villa Benedetti Pera Riello Favero[7] (Pianzano, XVII secolo)
- Villa Cavalieri Costantini Gasparinetti Burei Marinotti[8] (Baver, XVIII secolo)
- Villa Amalteo Lucheschi[9] (Pianzano, XVIII secolo)
- Casa Gava Salamon[10] detta anche Casa Corva (Godega, XVII secolo)
- Villa Savorgnan (Bibano, XVI secolo)[11]

#### Pozzo della regola
A Godega capoluogo, in un vecchio borgo, si conserva l'antico Pozzo della Regola, risalente al XIII secolo; il manufatto, restaurato nel 2004, è anche detto, in un documento settecentesco, pozzo vecchio de la isola.

## Società

### Evoluzione demografica
Abitanti censiti

### Etnie e minoranze straniere
Al 31 dicembre 2023 gli stranieri residenti nel comune erano 658, ovvero il 11,0% della popolazione. Di seguito sono riportati i gruppi più consistenti:
1. Albania: 140
2. Romania: 116
3. Ucraina: 39
4. Marocco: 35
5. Bosnia ed Erzegovina: 33
6. Macedonia del Nord: 30
7. Senegal: 28
8. Bangladesh: 25

## Cultura

### Eventi
Molto importante l'Antica Fiera di Godega, che si svolge una volta all'anno la prima settimana di marzo.  Questa manifestazione, che ha origini millenarie, nata come mercato di bestiame, attualmente coinvolge molti altri settori quali artigianato, macchine agricole, arredamento, bioedilizia, e si avvale di un ampio spazio espositivo che viene utilizzato negli altri mesi dell'anno per eventi locali di vario genere e manifestazioni quali il mercatino dell'antiquariato, che si svolge la terza domenica del mese per dieci mesi all'anno.

## Geografia antropica

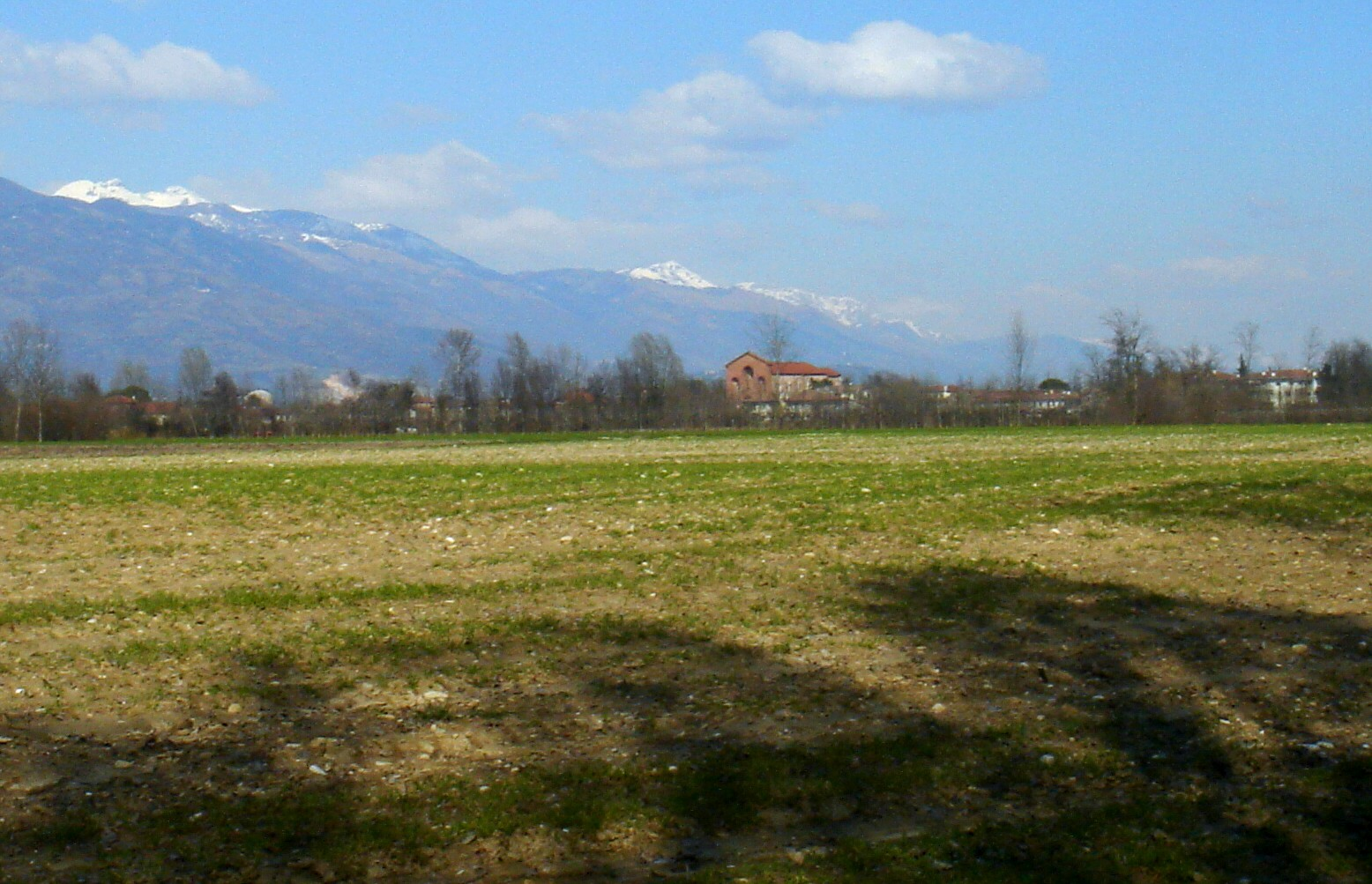
Veduta di Pianzano dai palù di San Fior di Sotto

### Frazioni
Il comune di Godega di Sant'Urbano ha due frazioni:
- Bibano
- Pianzano

Hanno poi rilevanza anche le località denominate Baver, Levada e Salvatoronda.

## Infrastrutture e trasporti

### Strade

#### Autostrade
- Godega di Sant'Urbano è servita dall'autostrada A28 Portogruaro-Pordenone-Conegliano.

#### Strade statali
- Godega di Sant'Urbano è attraversata dalla strada statale 13 Pontebbana

### Ferrovie
La stazione di Pianzano, l'unica nel territorio comunale, si trova lungo la ferrovia Venezia-Udine.

## Amministrazione
| Periodo | Periodo   | Primo cittadino        | Partito      | Carica  | Note |
| ------- | --------- | ---------------------- | ------------ | ------- | ---- |
| 1992    | 1997      | Giovanni Pegolo        | Lega Nord    | Sindaco |      |
| 1997    | 2002      | Andreino Peruch        | Lista civica | Sindaco |      |
| 2002    | 2007      | Donatella Santambrogio | Lista civica | Sindaco |      |
| 2007    | 2012      | Alessandro Bonet       | Lista civica | Sindaco |      |
| 2012    | 2017      | Alessandro Bonet       | Lista civica | Sindaco |      |
| 2017    | in carica | Paola Guzzo            | Lega Nord    | Sindaco |      |

### Gemellaggi
- L'Isle-en-Dodon, dal 2006
- Cordeirópolis

### Altre informazioni amministrative
La denominazione del comune fino al 1867 era Godega.